# Bithoor
Bithoor es un pueblo y  nagar Panchayat situado en el distrito de Kanpur Nagar en el estado de Uttar Pradesh (India). Su población es de 11300 habitantes (2011). Se encuentra a orillas del río Ganges, a 23 km de Kanpur. 

## Demografía
Según el censo de 2011 la población de Bithoor era de 11300 habitantes, de los cuales 6088 eran hombres y 5212 eran mujeres. Bithoor tiene una tasa media de alfabetización del 80,61%, superior a la media estatal del 67,68%: la alfabetización masculina es del 86,01%, y la alfabetización femenina del 74,29%.